# Dariusz Sadowski
Dariusz Sadowski (ur. 11 stycznia 1972 w Wysokiem) – polski samorządowiec i urzędnik, w latach 2004–2005 przewodniczący Sejmiku Województwa Lubelskiego.

## Życiorys
Ukończył VI Liceum Ogólnokształcące im. Hugona Kołłątaja w Lublinie, a w 1998 studia dziennikarskie na Wydziale Politologii Uniwersytetu Marii Curie-Skłodowskiej. Pracował m.in. jako zastępca kierownika oddziału Urzędu Marszałkowskiego w Lublinie. W 2020 został wicedyrektorem MPWiK Lublin ds. zarządzania majątkiem.
Zaangażował się w działalność polityczną w ramach Sojuszu Lewicy Demokratycznej. W 2002 uzyskał mandat radnego sejmiku województwa lubelskiego, później jednak wystąpił z klubu radnych SLD i związał się z Socjaldemokracją Polską. 8 października 2004 został wybrany przewodniczącym tego gremium, stanowisko objął 11 października po przyjęciu dymisji Konrada Rękasa. Stanowisko utracił z dniem 23 maja 2005 (ponownie ubiegał się o nie w październiku 2005). W 2006 uzyskał mandat w radzie miejskiej Lublina z ramienia koalicji Lewica i Demokraci, w 2009 został wiceprzewodniczącym rady. Bez powodzenia ubiegał się o reelekcję w 2010, a także o mandat posła w 2007. W 2018 powrócił do lubelskiej rady miejskiej jako kandydat komitetu skupionego wokół prezydenta Krzysztofa Żuka, w 2021 objął funkcję szefa Klubu Radnych Prezydenta Krzysztofa Żuka. W 2024 nie wybrano go ponownie.